# تپه کلک آبی قیلسون
تپه کلک آبی قیلسون مربوط به هزاره دوم قبل از میلاد است و در شهرستان سقز، بخش مرکزی، روستای قیلسون واقع شده و این اثر در تاریخ ۲۵ اسفند ۱۳۸۰ با شمارهٔ ثبت ۵۰۹۲ به‌عنوان یکی از آثار ملی ایران به ثبت رسیده است.